# Lawrie Peckham

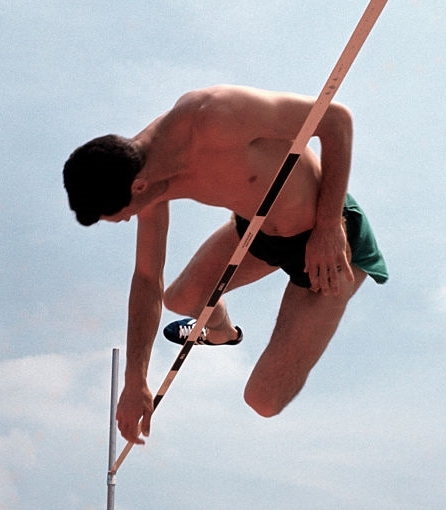
Lawrie Peckham bei den Olympischen Spielen 1968

Lawrie Peckham (eigentlich Lawrence William Peckham; * 4. Dezember 1944 in Melbourne) ist ein ehemaliger australischer Hochspringer.
Bei den British Empire and Commonwealth Games 1962 in Perth wurde er Sechster und bei den Olympischen Spielen 1964 in Tokio Zehnter.
1966 siegte er bei den British Empire and Commonwealth Games in Kingston im Hochsprung und kam im Dreisprung auf den 18. Platz. 
Im Hochsprung folgte auf einen achten Rang bei den Olympischen Spielen 1968 ein Sieg bei den Pacific Conference Games 1969 und die Titelverteidigung bei den British Commonwealth Games 1970 in Edinburgh.
1972 belegte er bei den Olympischen Spielen in München den 18. Platz. 1973 gewann er Bronze bei den Pacific Conference Games und 1974 Silber bei den British Commonwealth Games in Christchurch.
Zehnmal wurde er im Hochsprung Australischer Meister (1965–1967, 1969–1975) und einmal Polnischer Meister (1972). Seine persönliche Bestleistung in dieser Disziplin von 2,19 m stellte er am 23. Oktober 1965 in Melbourne auf.